# 阿部泰郎
阿部 泰郎（あべ やすろう、1953年12月24日 - ）は、日本の民俗学・宗教学者。名古屋大学名誉教授、龍谷大学教授。

## 略歴
神奈川県横浜市生まれ。1972年横浜市立戸塚高等学校卒業。1976年和光大学人文学部芸術学科卒業。1981年大谷大学大学院文学研究科博士課程単位取得退学。1987年大阪大学文学部助手、1990年大手前女子大学文学部助教授、1994年名古屋大学文学部助教授、1998年教授、2000年同大学院文学研究科教授。2014年国際日本文化研究センター客員教授。2019年定年退任、名誉教授となり、龍谷大学文学部仏教学科教授。名古屋大学高等研究院客員教授。第11回日本古典文学会賞受賞。

## 著書
- 『湯屋の皇后──中世の性と聖なるもの』名古屋大学出版会、1998年
- 『聖者の推参──中世の声とヲコなるもの』名古屋大学出版会、2001年
- 『中世日本の宗教テクスト体系』名古屋大学出版会、2013年
- 『中世日本の世界像』名古屋大学出版会、2018年
- 『中世日本の王権神話』名古屋大学出版会、2020年

### 監修
- 『大須観音 いま開かれる、奇跡の文庫』（名古屋市博物館『古事記1300年 大須観音展』図録）大須観音宝生院（株式会社あるむ 発売）、2012年

### 共編著
- 『因縁抄』古典文庫、1988年
- 『真福寺善本叢刊』第1期12巻、第2期12巻  国文学研究資料館編 岡部快圓、松野陽一監修 山崎誠と編集責任　臨川書店、1998-2008年
- 『守覚法親王と仁和寺御流の文献学的研究』山崎誠共編　勉誠社、1998年
- 『守覚法親王と仁和寺御流の文献学的研究 資料篇・金沢文庫蔵御流聖教』福島金治、山崎誠共編　勉誠出版、2000年
- 『中世文学と寺院資料・聖教　中世文学と隣接諸学』竹林舎、2010年
- 『聖なる声 和歌にひそむ力』錦仁共編、三弥井書店、2011年
- 『天皇の歴史 10 天皇と芸能』渡部泰明、鈴木健一、松澤克行共著 講談社、2011年／講談社学術文庫、2018年
- 『南岳衡山と聖徳太子信仰』吉原浩人共編 勉誠出版、2018年
- 『ハーバード美術館　南無仏太子像の研究』共編 中央公論美術出版、2023年
- 『解脱房貞慶の世界　『観世音菩薩感応抄』を読み解く』楠淳證共編、法藏館、2024年

## 参考
- J-GLOBAL: